# Polygonaler Lokomotivschuppen Hannover-Hainholz

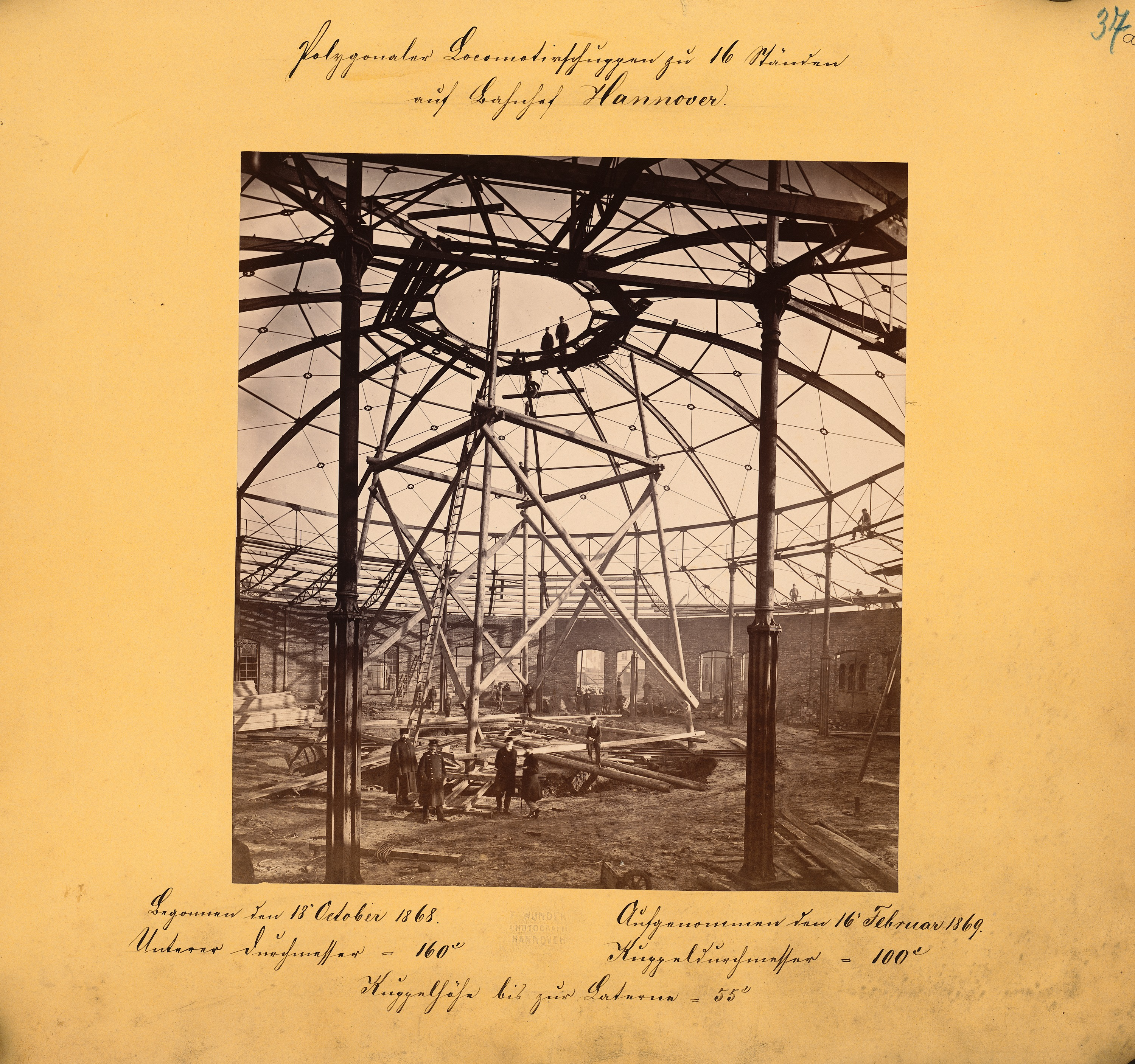
Lichtbild von Friedrich Wunder während der Bauphase vom 16. Februar 1869; Exponat im Architekturmuseum der Technischen Universität Berlin

Der polygonale Lokomotivschuppen für 16 Stände auf dem Bahnhof Hannover war ein Ende der 1860er Jahre errichtetes Eisenbahn-Bauwerk in Hannover, das als Lokomotivschuppen zum Abstellen von bis zu 16 Lokomotiven diente. Der 1870 fertiggestellte Bau entstand nach Planung der Ingenieure Georg Mehrtens und Gustav Roth.

## Geschichte und Beschreibung
Der Lokomotivschuppen wurde im finanziellen Rahmen der vom Preußischen Herrenhaus beschlossenen Eisenbahn-Anleihe von 1868 und in Funktions-Zusammenhang mit dem zugleich erbauten Rangierbahnhof errichtet. Der ab 1868 im hannoverschen Stadtteil Hainholz als technische Betriebseinrichtung errichtete Rangierbahnhof Hainholz entstand im Zusammenhang mit dem damaligen Neubau des Centralbahnhofs. und eines Anbaues des Verwaltungsgebäudes der Eisenbahndirektion Hannover.
Das Bauwerk entsprach dem Typus eines Rundhauses und hatte den Grundriss eines Polygons mit 16 Seiten und einen Durchmesser von knapp 60 Meter, wovon die mittige Drehscheibe rund 12 Meter einnahm. Darüber erhob sich ein aus Schmiedeeisen konstruiertes Dach, dessen innere Kuppel mit mehr als 31 Meter Durchmesser auf gusseisernen Säulen aufsaß. Der äußere Ring der Kuppel wurde durch 32 Sprengwerkkörper gebildet. Die Dachflächen waren mit Dachpappe auf Holzschalung gedeckt. Der Fuß der Kuppel wurde durch Zwischenstützen um rund zwei Meter über die unteren Dachflächen erhoben. Der so gewonnene Tambour war vollständig verglast, damit Tageslicht in die Mitte des Gebäudes einfallen konnte. Der natürlichen Belichtung dienten auch jeweils zwei Fenster in den 16 äußeren Wandscheiben, die aus Backstein-Mauerwerk von 58 cm Stärke bestanden. Über dem obersten Ring der Kuppel erhob sich im Zentrum zudem eine aus Holz gezimmerte Laterne mit hölzernen Jalousien, die der Ventilation diente. Der Rauch der Lokomotiven konnte zudem durch 16 gusseiserne Rauchabzüge ins Freie abgeleitet werden. Zudem enthielt das Gebäude technische Einrichtungen sowohl zur Entwässerung als auch zur Versorgung mit Frischwasser.
Die Baukosten betrugen 39.800 Taler. Eine ausführlichere Beschreibung mit zahlreichen technischen und architektonischen Berechnungen wurde im Jahrgang 1870 der Zeitschrift des Architekten- und Ingenieur-Vereins zu Hannover veröffentlicht.
Der Lokomotivschuppen wurde im Zweiten Weltkrieg im Jahr 1944 durch Luftangriffe zerstört.